# Miguel Cabrera
José Miguel Cabrera Torres (ur. 18 kwietnia 1983) – wenezuelski baseballista, który występował na pozycji pierwszobazowego.

## Przebieg kariery

### Florida Marlins
W lipcu 1999 roku podpisał kontrakt jako wolny agent z Florida Marlins i początkowo grał w klubach farmerskich tego zespołu między innymi w Carolina Mudcats, występującym na poziomie Double-A. W Major League Baseball zadebiutował 20 czerwca 2003 roku w meczu przeciwko Tampa Bay Rays, w którym zdobył home runa dającego zwycięstwo w meczu (tzw. walk-off home run) i zaliczył dwa RBI. Początkowo występował na pozycji lewozapolowego. W tym samym sezonie wygrał wraz z zespołem Marlins World Series. Rok później po raz pierwszy w karierze wystąpił w Meczu Gwiazd. W 2006 roku wystąpił w turnieju World Baseball Classic, gdzie reprezentacja Wenezueli zajęła 7. miejsce.

### Detroit Tigers
W grudniu 2007 w ramach wymiany przeszedł do Detroit Tigers. W pierwszym sezonie występów w Tigers zwyciężył w American League w klasyfikacji pod względem zdobytych home runów (37). Dwa lata później zaliczył najwięcej RBI (126) i miał najlepszy on-base percentage (0,420), a w głosowaniu do nagrody MVP American League zajął 2. miejsce za Joshem Hamiltonem z Texas Rangers. W sezonie 2011 miał najwięcej w lidze zdobytych double'ów (48), najlepszą średnią uderzeń (0,344) i najlepszy on-base percentage (0,448). Po transferze do Tigers Prince'a Fieldera z Milwaukee Brewers przeszedł z pierwszej na trzecią bazę.
W 2012 roku został pierwszym od 1967 roku pałkarzem, który zdobył Potrójną Koronę; Cabrera zwyciężył w klasyfikacji pod względem zdobytych home runów (44), zaliczonych RBI (139) i średniej uderzeń (0,330). W listopadzie 2012 w głosowaniu członków Baseball Writers' Association of America otrzymał 362 głosy (najwięcej spośród wszystkich kandydatów) i otrzymał nagrodę MVP American League.
W 2013 został drugim zawodnikiem w historii klubu, który miał najlepszą w lidze średnią uderzeń trzy sezony z rzędu; pierwszym był Ty Cobb w latach 1917–1919. W tym samym roku po raz drugi z rzędu wybrano go najbardziej wartościowym zawodnikiem w American League. W marcu 2014 podpisał nowy, rekordowy w historii ligi, dziesięcioletni kontrakt wart 292 miliony dolarów. 4 kwietnia 2014 w meczu z Baltimore Orioles rozegranym na Comerica Park zdobył home runa, będącego jednocześnie jego 2000. uderzeniem w MLB. 15 maja 2015 w meczu międzyligowym przeciwko St. Louis Cardinals na Busch Stadium pobił rekord klubowy należący do Ala Kaline'a, zdobywając 400. home runa w MLB. W sezonie 2015 uzyskał najlepszą średnią w MLB (0,338).
23 kwietnia 2022 w meczu przeciwko Colorado Rockies został 33. zawodnikiem w historii MLB, który zaliczył 3000. odbicie. Został również siódmym baseballistą w historii, który osiągnął pułap 3000 odbić i 500 home runów. Przed nim dokonali tego Hank Aaron, Willie Mays, Albert Pujols, Eddie Murray, Rafael Palmeiro i Alex Rodriguez.

## Nagrody i wyróżnienia
| Nagroda/wyróżnienie      | Lata                                                                   | Źródło        |
| 2× MVP American League   | 2012, 2013                                                             | [ 11 ] [ 13 ] |
| 12× All-Star             | 2004, 2005, 2006, 2007, 2010, 2011, 2012, 2013, 2014, 2015, 2016, 2022 | [ 3 ]         |
| 7× Silver Slugger Award  | 2005, 2006, 2010, 2012, 2013, 2015, 2016                               | [ 3 ]         |
| Zwycięzca w World Series | 2003                                                                   | [ 5 ]         |
| MLB Triple Crown         | 2012                                                                   | [ 19 ]        |
| 2× Hank Aaron Award      | 2012, 2013                                                             | [ 20 ]        |